# Trossin
Trossin é um município da Alemanha, situado no distrito da Saxônia do Norte, no estado da Saxônia. Tem 79,59 km² de área, e sua população em 2019 foi estimada em 1.243 habitantes.